# Gravlången (Skepplanda socken, Västergötland)
Gravlången är en sjö i Ale kommun i Västergötland och ingår i Göta älvs huvudavrinningsområde. Sjön ligger i naturreservatet Ekliden i vildmarksområdet Risveden och avvattnas av Råttån som via Forsån rinner ut i Grönån sydväst om Skepplanda.